# Comuna Boiaro-Lejaci, Putîvl
Boiaro-Lejaci (în ucraineană Бояро-Лежачі) este o comună în raionul Putîvl, regiunea Sumî, Ucraina, formată din satele Boiaro-Lejaci (reședința), Doroșivka, Krujok și Rivne.

## Demografie
Componența lingvistică a comunei Boiaro-Lejaci
     Ucraineană (91,16%)
     Rusă (7,32%)
     Alte limbi (0,3%)
Conform recensământului din 2001, majoritatea populației comunei Boiaro-Lejaci era vorbitoare de ucraineană (91,16%), existând în minoritate și vorbitori de rusă (7,32%).